# Jammalamadugu
Jammalamadugu är en ort i Indien.   Den ligger i distriktet Cuddapah och delstaten Andhra Pradesh, i den södra delen av landet, 1 500 km söder om huvudstaden New Delhi. Jammalamadugu ligger 189 meter över havet och antalet invånare är 43 870.
Terrängen runt Jammalamadugu är huvudsakligen platt, men åt sydväst är den kuperad. Runt Jammalamadugu är det ganska tätbefolkat, med 214 invånare per kvadratkilometer. Jammalamadugu är det största samhället i trakten. Omgivningarna runt Jammalamadugu är en mosaik av jordbruksmark och naturlig växtlighet.